# Marian Sztul
Marian Józef Sztul (Stule) (ur. 11 lutego 1921 w Sokolnikach, zm. 24 lutego 1987 w Edynburgu) – chorąży Polskich Sił Powietrznych, kawaler Virtuti Militari.

## Życiorys
Syn Ludwika i Józefy z domu Koniecznej, miał dwójkę rodzeństwa. Zdał maturę w 1936 r. i w 1937 r. rozpoczął naukę w Szkole Podoficerów Lotnictwa dla Małoletnich jako radiotelegrafista. Po wybuchu II wojny światowej został ewakuowany ze szkołą na wschodnie tereny Polski. 17 września, po agresji ZSRR na Polskę, przedostał się do Francji, w listopadzie 1939 r. trafił do polskie bazy w Lyon-Bron. Jako jeden z pierwszych zgłosił się do służby w Polskich Siłach Powietrznych w Wielkiej Brytanii, otrzymał numer służbowy RAF P-780363.
Przeszedł przeszkolenie w zakresie języka angielskiego i obsługi brytyjskich samolotów. W czerwcu 1940 r. otrzymał przydział do dywizjonu 300 jako radiooperator i brał udział w atakach na niemieckie barki inwazyjne w portach Calais i Boulogne. 13 października jego samolot Fairey Battle, po powrocie z zadania bojowego, lądował przymusowo na terenie Wielkiej Brytanii, załoga nie odniosła obrażeń. W okresie bitwy o Anglię wykonał dwa loty bojowe.
Po przezbrojeniu dywizjonu w samoloty Vickers Wellington brał udział w nalotach na zbiorniki paliwa w Rotterdamie, stocznię U-Bootów w Kiel, instalacje portowe w Hamburgu, Bremie i Emden, cele w Duisburgu, Osnabrück i Düsseldorfie oraz atakach na krążownik Prinz Eugen, pancernik Scharnhorst i krążownik Gneisenau w Brest.
23 marca 1941 r., w załodze dowódcy dywizjonu 300 płk. Wacława Makowskiego, brał udział w pierwszym nalocie Polaków na Berlin. 11 lipca 1941 r. brał udział w ataku na węzeł kolejowy w Kolonii, w drodze powrotnej jego samolot został zestrzelony przez niemiecki myśliwiec nocny. Załoga przeżyła i trafiła do niemieckiej niewoli. Przebywał w obozach jenieckich: Stalag IX C w Bad Sulza, Stalag Luft III Sagan, Stalag Luft I w Lübeck, Stalag IV Bw Mühlberg/Elbe, Stalag Luft VI w Heydekrug. Wobec zagrożenia szybkim natarciem Armii Czerwonej latem 1944 r. został ewakuowany drogą morską i trafił do Stalagu Luft IV w Groß Tychow. W styczniu 1945 r. jego obóz jeniecki został pieszo ewakuowany w głąb Niemiec. 2 maja 1945 r. został wyzwolony przez oddziały 2. Armii Brytyjskiej w rejonie Boizenburg/Elbe. Po zakończeniu działań wojennych i demobilizacji nie zdecydował się na powrót do Polski, pozostał na emigracji w Wielkiej Brytanii. Zmarł 24 lutego 1987 w Edynburgu, został pochowany na Mortonhall Cemetery .

## Życie prywatne
Ożenił się z Margaret, z którą miał syna Leonarda i córkę Jean.

## Ordery i odznaczenia
Za swą służbę otrzymał odznaczenia :
- Srebrny Krzyż Virtuti Militari nr 9079,
- Krzyż Walecznych – czterokrotnie,
- Medal Lotniczy,
- 1939–1945 Star,
- Air Crew Europe Star,
- War Medal 1939–1945.